# أمن بيولوجي

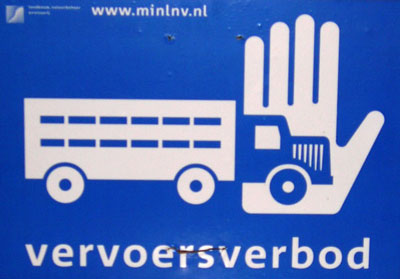

الأمن البيولوجي أو الأمن الأحيائي (بالإنجليزية: Biosecurity)‏، له عدة معانٍ وتعاريف وُفق التخصص، منها أنها هي مجموعة من التدابير والأساليب الوقائية الرامية إلى الحد من مخاطر انتقال الأمراض المعدية في المحاصيل والثروات الحيوانية، والحشرات التي تم عزلها، والأنواع الغريبة الغازية، والكائنات الحية. ويُعتبر الأمن البيولوجي أكثر انشغالاً من السلامة البيولوجية بعملية الوصول إلى الكائنات المحتملة الخطر، مثل الفيروسات، أو التقنيات التي يمكن استخدامها في إنتاج الأسلحة البيولوجية أو وزعها عمداً. ويوجد منذ عام 1975 اتفاق دولي يحظر إنتاج الأسلحة البيولوجية أو تخزينها أو استعمالها. ولكن المعارف العلمية والخبرة التقنية التي جدت أو أخذت تظهر في علوم الحياة في السنوات الأخيرة، مع تناقص تكاليف هذه المعرفة وهذه الخبرة وازدياد إمكانية الوصول إليها قد زادت المخاوف فيما يتعلق بالأمن البيولوجي.

## بوصفه قضية أمن عالمية
قادت تجارب جدلية في علم الأحياء التركيبي بما فيها اصطناع أو تركيب الفيروسة السنجابية بدءًا من تسلسلها الوراثي، وتعديل إتش 5 إن 1 للانتقال المحمول جوًا عند الثدييات، قادت إلى المناداة بتحكّم أعلى في المواد والمعلومات المستخدمة لأداء أعمال فذة مماثلة. من أفكار الأمن البيولوجي تطويق أفضل من قبل الحكومات المحلية والهيئات الخاصة فيما يخص شحن وتحميل مثل هذه المواد، ومستلزمات التحقق من التسجيل أو المعلومات لكل من يحملها.
مبدئيًا، لا تعتبر قضايا الأمن الصحي أو الأمن البيولوجي قضية أمن عالمية من منظور تقليدي للعلاقات الدولية. من ناحية أخرى، ساهمت بعض التغيرات بالتوجه، في ضم الأمن البيولوجي (الأمن الصحي) ضمن محاور الأمن المتناولة.
مع تطور الزمن، ظهرت حركات تجاه التوريق. أصبحت قضايا الأمن غير التقليدية مثل تغير المناخ والجرائم المنظمة والإرهاب والألغام، أصبحت تندرج تحت تعريف الأمن العالمي. لم يقحم الممثلون في النظام العالمي الدول القومية فحسب وإنما أيضًا عنوا المنظمات العالمية والمؤسسات والأفراد الذين أكدوّا على أمن العديد من الممثلين ضمن الدولة، أصبح هذا الإدراك العام برنامجًا هامًا. يعد الأمن البيولوجي أحد القضايا المتناولة والمحمية بهذا التوجه. في 10 يناير عام 2000، اجتمع مجلس الأمن للأمم المتحدة لمناقشة مرض العوز المناعي المكتسب وفيروس HIV بوصفه قضية أمنية في أفريقيا واعتبرتها مصدر خطر وتهديد للشهر التالي.
اعتبرت الأهداف الإنمائية الألفية لبرنامج الأمم المتحدة الإنمائي القضايا الصحية جزءًا من قضايا الأمن العالمي.
زادت الحالات الوبائية الشديدة التي ظهرت تباعًا مثل المتلازمة التنفسية الحادة الوخيمة، زادت الوعي بالأمن الصحي (الأمن البيولوجي). قدّمت عوامل عديدة حديثة قضايا الأمن البيولوجي حدّة أكبر. يزيد التطور المستمر في التكنولوجيا الحيوية من احتمالية الاستخدام المؤذي وتطور الأمراض المعدية والقوة العالمية التي تجعل العالم أكثر استقلالًا وأكثر حساسية تجاه انتشار الأوبئة.
تبقى بعض الشكوك حول سياسة تنفيذ الأمن البيولوجي مجهولة. يحتاج واضعو السياسات أن يكونوا قادرين على توقع احتمال الأخطار وتقييمها، بغاية التخطيط بشكل حذر للسياسات الوقائية، من ناحية أخرى، مع استمرار الطبيعة غير المؤكدة لقضايا الأمن البيولوجي، من الصعب التوقع والقيام بالعمليات المعقدة على نطاق كبير، بكونها تتطلب نهجًا متعدد الاختصاصات. يمكن لخيارات السياسة التي يتخذوها لعنونة الخطر الفوري، إيقاف خطر آخر في المستقبل وبذلك تُقايض منفعة بأخرى بشكل غير مقصود.
يبحث صانعو القرار أو السياسات بشكل مستمر في إيجاد سبل أكثر فعالية للتنسيق بين الممثلين العالميين مثل المنظمات الحكومية والخيرية بالإضافة إلى ممثلين من مختلف الأمم بحيث يمكنهم معالجة مشكلة تداخل المصادر.

## برنامج المختبر
تتضمن مكونات مخبر نظام الأمن البيولوجي:
- الأمن المادي
- الأمن الشخصي
- التحكم بالمادة والمساءلة
- أمن المواصلات
- أمن المعلومات
- إدارة البرنامج

## الحيوان
يشكل أمن الحيوان غرض جميع الأفعال المتخذة من قبل الهيئة لتفادي أو منع ظهور العوامل الممرضة في منطقة محددة. يختلف الأمن البيولوجي للحيوان عن الأمن البيولوجي الذي تتخذ فيه الإجراءات لتقليل خطر سرقة العوامل المعدية وانتشارها عن طريق الإرهاب البيولوجي. يعد الأمن البيولوجي للحيوان مقاربة شاملة، تشمل المعاني المختلفة للمنع والاحتواء. يكمن العنصر الجوهري في الأمن البيولوجي للحيوان، والاحتواء البيولوجي في السيطرة على العوامل الممرضة التي تتواجد بالفعل في منطقة محددة ويعمل على منع الإصابات الجديدة.
قد يحمي الأمن البيولوجي للحيوان العضويات الحية من العوامل المعدية أو العوامل غير المعدية مثل الذيفانات (السموم) أو الملوثات، ويمكن القضاء عليها في مناطق كبيرة بحجم دولة أو صغيرة بحجم مزرعة محلية.